# Гарбузюк Майя Володимирівна
Гарбузюк Майя Володимирівна (6 травня 1965, Львів, Українська РСР — 14 серпня 2023, Львів, Україна) — театрознавець, доктор мистецтвознавства, доцент кафедри театрознавства та акторської майстерності ЛНУ ім. Івана Франка, в.о. декана факультету культури і мистецтв Львівського національного університету імені Івана Франка. Авторка понад 200 статей та інтерв'ю з питань історії, теорії та практики сучасного театру. Член Національної спілки театральних діячів України, член НТШ, Голова Театрознавчої комісії НТШ, член, експерт, голова журі театральних фестивалів.

## Життєпис
Народилася 6 травня 1965 року у Львові. Закінчила Івано-Франківську середню школу (Львівська обл.), Львівське державне музичне училище (1984, клас фортепіано), Київський державний інститут театрального та кіномистецтва ім. І. К. Карпенка-Карого (1991, театрознавство). По закінченні інституту десять років працювала редактором літературної частини Львівського академічного театру ім. М. Заньковецької. Від часу створення кафедри театрознавства та акторської майстерності (1999 р.) — асистент, згодом — доцент кафедри. Від 2001 р. — відповідальний редактор, від 2016 р. — головний редактор театрознавчого часопису «Просценіум» Львівського національного університету імені Івана Франка. У 2000—2004 рр. навчалась в аспірантурі КДІТМ ім. І. К. Карпенка-Карого. 2007 р захистила кандидатську дисертацію на тему «Сценічні прочитання трагедії „Гамлет“ В. Шекспіра у львівських театрах (1796—1997 рр.)». У 2011 р. здобула вчене звання доцента.

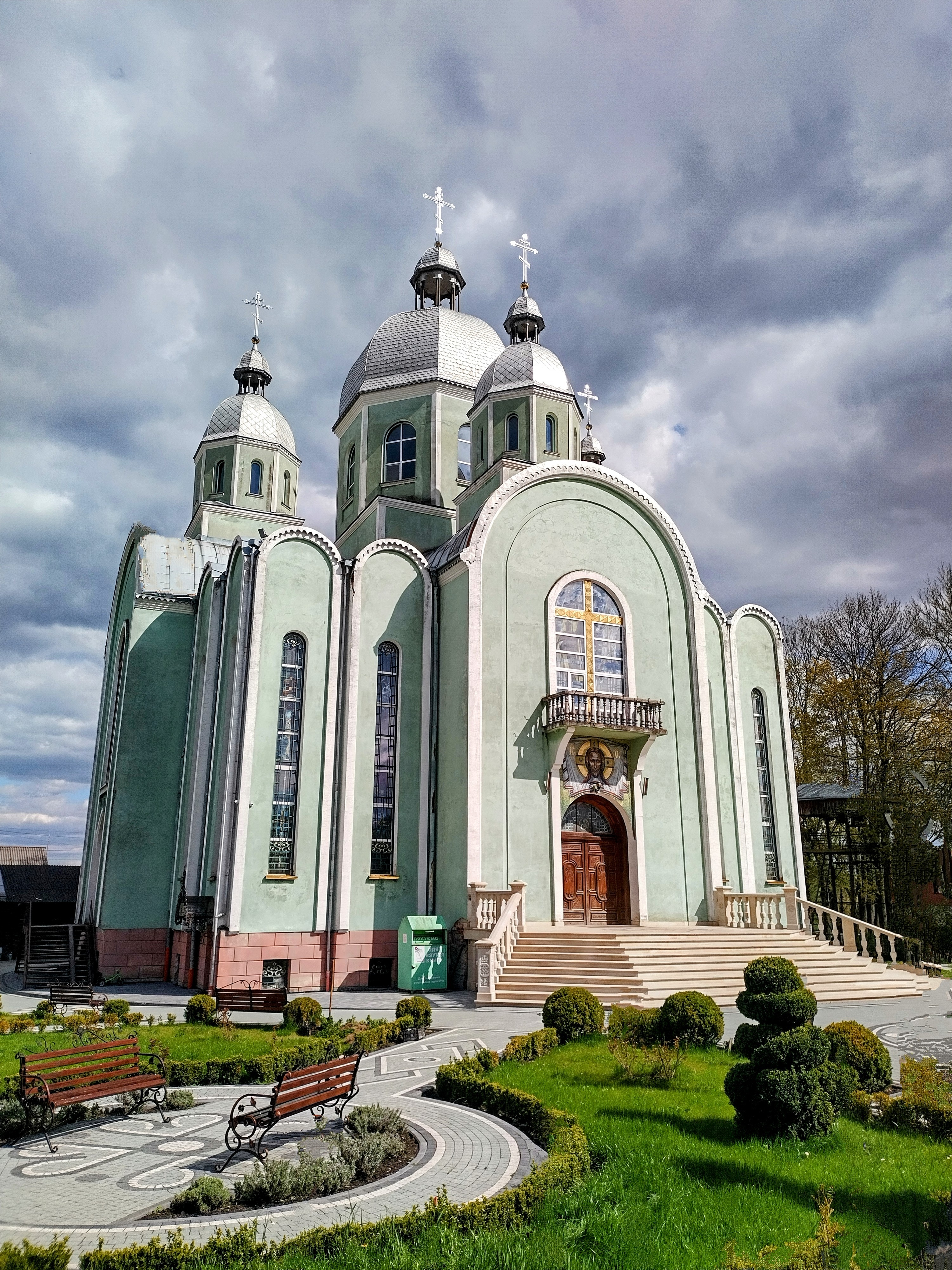
Церква Святого князя Володимира (селище Івано-Франкове)

Авторка понад 200 статей та інтерв'ю з питань історії, теорії та практики сучасного театру. Член Національної спілки театральних діячів України, член НТШ, Голова Театрознавчої комісії НТШ, член, експерт, голова журі театральних фестивалів.
Померла 14 серпня 2023 року у Львові. Парастас – 15 серпня у храмі Святого Архистратига Михаїла у Львові, чин похорону – 16 серпня в селищі Івано-Франкове, храм Святого Рівноапостольного Великого Князя Володимира.

## Нагороди
- Срібна медаль Національної академії мистецтв України за значні наукові та творчі досягнення в галузі художньої культури, вагомий внесок у розвиток національного мистецтва.[7]

## Публікації
- Гарбузюк М. Національна прапрем'єра «Гамлета» в українському театрознавстві другої половини ХХ ст./ М. Гарбузюк // Записки наукового товариства імені Шевченка. Праці Театрознавчої комісії.  – Т. CCXLV — Львів, 2003. — С. 325—338.
- Гарбузюк М. Скільки «Гамлетів» у «Гамлеті»? Спроба структурного аналізу класичного твору/М. Гарбузюк// Вісник  Львівського університету імені Івана Франка. Серія Мистецтвознавство.. — Т. 4. — Львів, 2004. — С. 19 — 27.
- Гарбузюк М. До окреслення поняття «сценічна реальність»: спроба квантовомеханічної інтерпретації феномену коекзистенції / М. Гарбузюк // Вісник  Львів. ун-ту імені Івана Франка. Серія Мистецтвознавство.– Т. 5 — Львів, 2005. — С. 3 –12. Гарбузюк М. Філософія театру Леся Курбаса: від Анрі Берґсона до Альберта Айнштайна/ М. Гарбузюк//Курбасівські читання: Наук. Вісн. Нац. центр. театр. мист. ім. Леся Курбаса; Редкол.: Н.Корнієнко (голова) та ін. — К.: [НЦТМ ім. Леся Курбаса], 2007. — № 2. : До 120-річчя від дня народження Леся Курбаса: історія, теорія, критика. Ред.-упор.: В. Собіянський, Т. Бойко. — 2007. — С. 5 — 17.
- Історія Львова. У 3-х т./Редколегія Я. Ісаєвич, М. Литвин, Ф. Стеблій. Т. 3. — Львів: Центр Європи, 2007. — Розділи"Театр": С. 124—126; С. 239—240; 285—287; 373—375; 465. Гарбузюк М. Перші постави «Гамлета» В. Шекспіра на території України (кінець XVII — початок XIX ст.)/ М. Гарбузюк // Записки наукового товариства імені Шевченка. Праці Театрознавчої комісії. — Львів, 2007. — С. 129—146.
- Гарбузюк М..Театральна Шекспіріана Михайла Рудницького/ М. Гарбузюк// Вісник Львівського університету. Серія Мистецтвознавство. — Львів: Львівський національний університет імені Івана Франка, 2010. — Вип. 9. — С. 3–15.
- Гарбузюк М. Українські переклади «Гамлета» Вільяма Шекспіра в контексті розвитку національного театру / М. Гарбузюк //Записки Наукового товариства імені Шевченка. Праці Театрознавчої комісії. — Т. CCLXII. — Львів, 2011. — С. 80 — 98.
- Гарбузюк М. (Zygmunt trzeci) Oginska! Czyli Wojna tatarów z sarmatami" Яна-Непомуцена Камінського (1809): до генези «української теми» в польській драматургії та театрі ХІХ ст../ М. Гарбузюк // Вісник Львівського університету. Серія Мистецтвознавство. — Вип. 12. — Львів, 2013. — С. 403—417. 10. Комедіо-опера «Сирена з Дністра»: до генези сцену польському театрі першої половини ХІХ ст.) / М. Гарбузюк // Науковий вісник Київського національного університету театру, кіно і телебачення ім. І. К. Карпенка-Карого. — К., 2013. — Вип.13. — С. 8 — 36.
- Гарбузюк М. Театральна критика в Україні: режим перезавантаження / М. Гарбузюк // Український журнал. — Прага, 2013. — № 9-10. — С. 24–25.
- Harbuziuk М. Współczesny teatr ukraiński: między dyskursem posttotalitarnym a postkolonialnym /Maiia Harbuziuk // Miscellanea posttotalitariana Wratislaviensia. Pokolenie — Transformacja — Tożsamość. Gardzenickie czytania teatroznawcze… i nie tylko. — Wrocław, 2016. — № 4. — s. 79-90.
- Гарбузюк М. Ростислав Пилипчук — дослідник українсько-польських літературних і театральних зв'язків / Майя Гарбузюк // Dialog dwóch kultur. — Warszawa, 2016. — Rocznik Х. — Zeszyt І. — S. 375—380.